# Cuculus
Cuculus es un género de aves cuculiformes de la familia Cuculidae propias del Viejo Mundo, con las mayor diversidad en el sur y el sudeste tropical de Asia. Se conocen con el nombre vulgar de cucos.

## Historia natural
Estas aves tienen tamaños variables con cuerpos delgados, cola larga y patas fuertes  Muchos viven en bosque abierto, otros más en las praderas. Muchas especies son migratorias.
Los cucos son parásitos, ponen un solo huevo en nidos de variados huéspedes paseriformes. La hembra reemplaza uno de los huevos del huésped por uno propio. El huevo del cuco eclosiona antes que el del huésped, y el polluelo crece más rápido; en muchos casos éste expulsa los huevos o los recién nacidos de la especie parasitada.
Los cuculiformes no parásitos ponen huevos blancos, pero las especies de Cuculus, parásitas, ponen huevos coloreados para engañar a sus huéspedes. Hay hembras especializadas en parasitar una particular especie, y sus huevos son muy parecidos a los del hospedante.

## Especies
Se conocen 11 especies de Cuculus:
- Cuculus clamosus Latham, 1801 – cuco negro;
- Cuculus solitarius Stephens, 1815 – cuco solitario;
- Cuculus poliocephalus Latham, 1790 – cuco chico;
- Cuculus crassirostris (Walden, 1872) – cuco de Célebes;
- Cuculus micropterus Gould, 1838 – cuco alicorto;
- Cuculus rochii Hartlaub, 1863 – cuco malgache;
- Cuculus gularis Stephens, 1815 – cuco barbiblanco;
- Cuculus saturatus Blyth, 1843 – cuco oriental;
- Cuculus optatus Gould, 1845 – cuco de Horsfield;
- Cuculus lepidus Müller, S, 1845 – cuco de las Sonda;
- Cuculus canorus Linnaeus, 1758 – cuco común.